# Zuid-Siberisch Gebergte
Het Zuid-Siberisch Gebergte is een landschap in het zuiden van Siberië (Rusland). Het is een van de acht Russische grootlandschappen.

## Beschrijving
De verschillende aan elkaar hangende maar zelfstandige hooggebergten zijn doorgaans oost-westelijk georiënteerd en strekken zich meer dan 3000 km uit. In het zuiden gaat het Zuid-Siberisch Gebergte over in de Mongoolse en Chinese gebergten en hoogplateaus, maar ook in het bekken van Dzjoengarije. In het noorden grenst het aan het West-Siberisch Laagland en aan het Midden-Siberisch Bergland.

## Gebergten

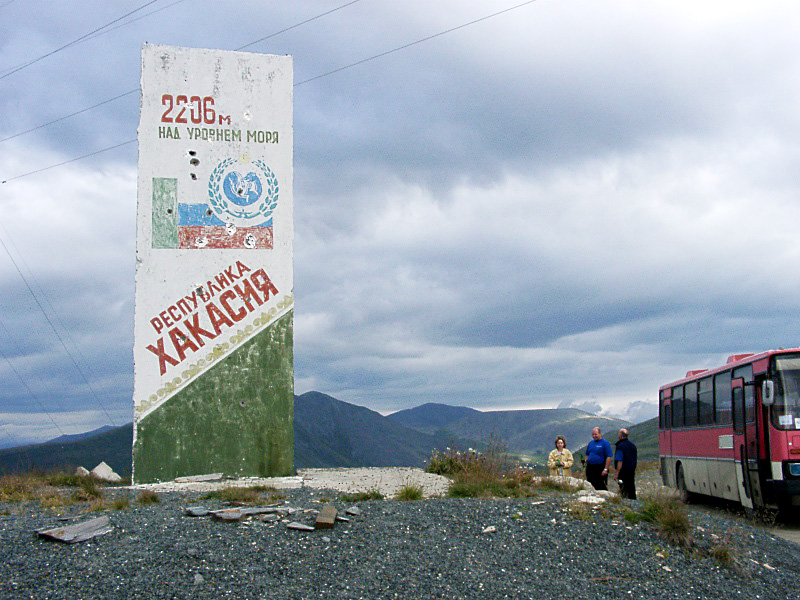
Grens van Toeva en Chakassië bij de Sajanpas

De zelfstandige gebergten die samen het Zuid-Siberisch Gebergte vormen, zijn (van west naar oost):
- Altaj
- Abakangebergte
- Koeznetskse Alataoe
- Sajan (Westelijke Sajan en Oostelijke Sajan)
- Tannoe-Olagebergte
- Baikalgebergte
- Jablonovygebergte
- Vitimplateau
- Stanovojplateau
- Hoogland van Patom
- Aldangebergte
- Stanovojgebergte

## Wateren

### Rivieren
In het Zuid-Siberisch Gebergte ontspringen onder meer vier van de grootste rivieren van Siberië (van west naar oost):
- Irtysj
- Ob
- Jenisej
- Lena

### Meren
- Baikalmeer - het diepste meer op Aarde

## Steden
In het Zuid-Siberisch Gebergte liggen onder andere deze grote steden (van west naar oost):
- Krasnojarsk
- Angarsk
- Irkoetsk
- Oelan-Oede
- Tsjita